# XV Liceum Ogólnokształcące im. rtm. Witolda Pileckiego w Katowicach
XV Liceum Ogólnokształcące im. rtm. Witolda Pileckiego w Katowicach – publiczne liceum ogólnokształcące w Katowicach, położone przy ulicy Obroki 87, w granicach dzielnicy Osiedle Witosa.
Szkoła specjalizuje się w klasach mundurowych, a także prowadzone są w niej oddziały związane m.in. z promocją zdrowia. Początki liceum sięgają 1945 roku jako szkoły przemysłowo-górniczej przy kopalni „Kleofas”, a samo XV Liceum Ogólnokształcące zostało powołane 1 września 2008 roku.

## Historia

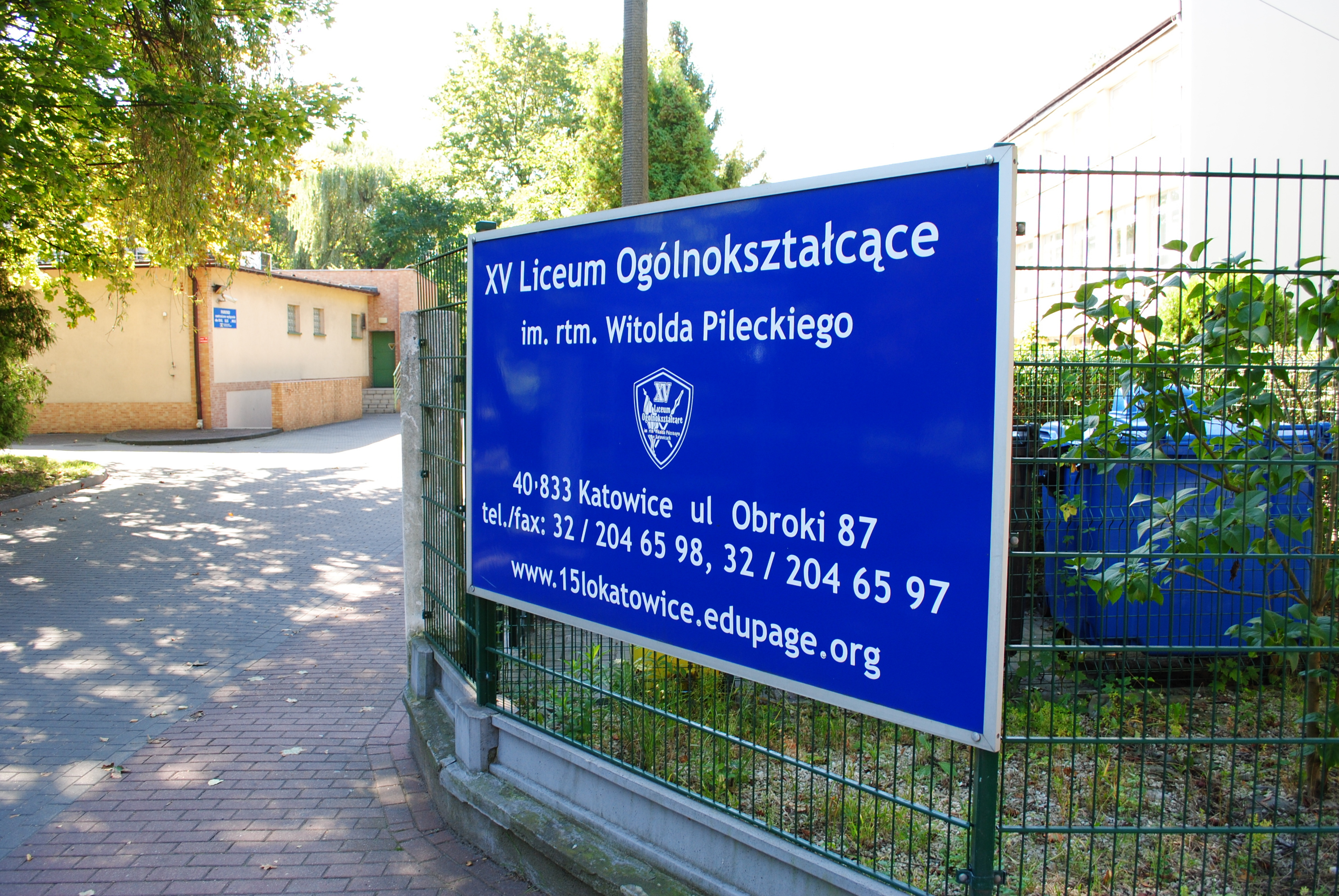
Tablica informacyjna przed wejściem na teren XV Liceum Ogólnokształcącego (2023)

Początki XV Liceum Ogólnokształcącego im. rtm. W. Pileckiego w Katowicach sięgają 15 kwietnia 1945 roku, kiedy to powołana została pierwsza w regionie górnośląsko-dąbrowskim szkoła przemysłowo-górnicza. Została ona założona przy Kopalni Węgla Kamiennego „Kleofas” w Obrokach, a jej siedzibą był budynek kopalnianej stajni i wozowni, w którym urządzono cztery sale lekcyjne, kancelarię i warsztaty.
W 1953 roku w budynku straży ogniowej urządzono internat dla zamiejscowych uczniów. W latach 1950–1957 placówka nosiła nazwę Zasadnicza Szkoła Górnicza Ministerstwa Górnictwa i Energetyki, a od 1973 roku Zasadnicza Szkoła Górnicza KWK „Kleofas”. 4 grudnia tego samego roku uroczyście oddano do użytku nowoczesny budynek szkoły wraz z internatem, a placówce nadano imię prof. Jerzego Rabsztyna. Rok później, wraz z połączeniem kopalń „Kleofas” i „Gottwald” szkołę przemianowano na Zasadniczą Szkołę Górniczą KWK „Gottwald”.
W latach 1991–1993 szkoła nosiła nazwę Zasadnicza Szkoła Górnicza KWK „Kleofas”, lecz kryzys w górnictwie sprawił, że okres ten okazał się  dla niej trudny. Z tego też powodu zreorganizowano placówkę i w 1993 roku przemianowano ją na Zasadniczą Szkołą Zawodową, w której rozpoczęto kształcenie w takich zawodach jak ślusarz, tokarz, elektromonter czy sprzedawca.
24 czerwca 1996 roku został powołany Zespół Szkół Zawodowych nr 5, któremu 27 stycznia 1997 roku nadano imię rtm. Witolda Pileckiego. Uroczystość nadania nazwy odbyła się 16 maja tego samego roku, a wzięli w niej udział m.in. potomkowie rotmistrza: córka Zofia Optułowicz oraz syn Andrzej Pilecki. W tym samym dniu Centralny Ośrodek Szkolenia Nadwiślańskich Jednostek Wojskowych MSWiA przekazał szkole kopię munduru rtm. Witolda Pileckiego, a kanadyjska fundacja Teresy i Zdzisława Knoblów ufundowała sztandar. Odsłonięto także pamiątkową tablicę poświęconą nowemu patronowi szkoły, a dzień ten stał się świętem szkoły.
18 maja 1998 roku w ramach Zespołu Szkół Zawodowych nr 5 im. rtm. Witolda Pileckiego powołano liceum ogólnokształcące, a 1 lipca tego samego roku nazwę placówki zmieniono na Zespół Szkół Zawodowych i Ogólnokształcących nr 5 im. rtm. W. Pileckiego w Katowicach. W roku szkolnym 1998/1999 zespół liczył 30 oddziałów, w którym uczyło 24 nauczycieli etatowych i 28 dochodzących. 1 września 1999 roku w szkole zainaugurowano nauczanie informatyki i grafiki komputerowej, a rok później została utworzona klasa wojskowa, będąca pierwszą w regionie placówką z oddziałem tego typu. 
1 września 2002 roku powołano XV Liceum Ogólnokształcące i VI Liceum Profilowane. 17 października 2002 roku otworzono w szkole pracownie informatyczną, a w 2005 roku utworzono klasę zarządzania kryzysowego.
Na mocy uchwały Rady Miasta Katowice z 28 sierpnia 2008 roku w miejsce zlikwidowanego Zespołu Szkół Zawodowych i Ogólnokształcących nr 5 im. rtm. Witolda Pileckiego Katowicach 1 września 2008 roku powołano XV Liceum Ogólnokształcące w Katowicach, a jej pierwszym dyrektorem został Jerzy Jędrzejczyk. 27 października tego samego roku szkoła otrzymała imię rtm. Witolda Pileckiego.
24 lutego 2017 roku liceum zostało wyróżnione Odznaką Honorową za Zasługi dla Województwa Śląskiego przez Sejmik Województwa Śląskiego, a 30 kwietnia 2018 roku szkoła otrzymała od Związku Nauczycielstwa Polskiego nagrodę IKAR.

## Charakterystyka
XV Liceum Ogólnokształcące im. rtm. Witolda Pileckiego w Katowicach położone jest przy ulicy Obroki 87 w Katowicach, na terenie dzielnicy Osiedle Witosa. Jest to publiczne liceum ogólnokształcące, a organem prowadzącym szkołę jest miasto Katowice, który powołuje dyrektora szkoły. We wrześniu 2023 roku liceum liczyło 317 uczniów, a w tym czasie dyrektorem szkoły była Edyta Porządnicka-Lamch.
Patronem szkoły jest rtm. Witold Pilecki.
W szkole prowadzone są klasy mundurowe (wojskowa, policyjna i strażacka) oraz cywilne (w 2023 roku o specjalnościach związanych z promocją zdrowia i sztuk walki). Organizowane są zajęcia z ASG, musztry, strzelectwa i samoobrony oraz wyjazdy na poligon. Liceum posiada własną strzelnicę, pracownie (w tym komputerową i językową), aulę, salę gimnastyczną oraz siłownię z trzema boiskami.